# Nemrik
Nemrik es un yacimiento arqueológico del Neolítico antiguo situado en la gobernación de Duhok, en el norte del actual Irak.
El yacimiento ocupa una superficie aproximada de 1,8 hectáreas (18 000 m2) y fue excavado entre 1985 y 1989 por encargo del Centro Polaco de Arqueología Mediterránea de la Universidad de Varsovia por Stefan Karol Kozlowski y Karol Szymczak (Universidad de Varsovia) como parte del Proyecto de Salvamento de Eski Mosul (presa de Mosul). Está situada en una terraza del Tigris, cerca de las Montes Kurdos, a una altitud de 345 metros sobre el nivel del mar. Se hallaron numerosos edificios redondeados, así como pruebas de la existencia de patios comunales. Los edificios presentaban agujeros para postes y bancos con paredes de adobe y enlucidas con arcilla. Se encontraron varias tumbas que contenían desde fragmentos de cráneos hasta esqueletos completos. Entre las herramientas de piedra encontradas en el yacimiento había morteros, piedras de almirez, amoladoras, hachas y piedras de pulir. Se descubrieron algunos raros ejemplos de piedra labrada, incluida una pieza de mármol. También se encontraron algunos adornos decorativos, como cuentas, colgantes y adornos de concha y hueso. Se recuperaron algunos objetos artísticos de piedra y arcilla con formas de cabezas y animales, entre ellos una serie de dieciséis cabezas de pájaros.
A. Lasota-Moskalewska llevó a cabo el análisis de la fauna y encontró relativamente pocos restos de ovejas, cabras, cerdos y vacas domésticos. Otros huesos encontrados incluían diversos antílopes, chacales, ciervos, jabalíes, tejones y caballos. Se encontraron algunas conchas de caracol que también se consideraban una fuente de alimento. También había indicios de pantera y búfalo indio. Mark Nesbitt halló restos de plantas en el yacimiento que indicaban la existencia de yero amargo, guisantes y lentejas, cuya domesticación no se determinó. El yacimiento estaba bien situado entre los dos tipos de terreno de estepa herbosa y bosque y se considera de importancia clave para la investigación de las estructuras de las aldeas en la época Neolítico precerámico A.